# Isla Sinclair (Antártida)
La isla Sinclair es forma parte de las islas Wauwermans, ubicadas en el estrecho de Bismarck frente a la costa oeste de la península Antártica.

## Historia y toponimia
En 1954, Argentina denominó a la isla como Alberto, cambiando más tarde a Sinclair, en honor al marino estadounidense Enrique Sinclair que sirvió para las Provincias Unidas del Río de la Plata. En 1957 personal británico del HMS Protector, la denominó Chaucer, en honor a Geoffrey Chaucer, poeta inglés y autor de Los cuentos de Canterbury.

## Reclamaciones territoriales
Argentina incluye a la isla en el departamento Antártida Argentina dentro de la provincia de Tierra del Fuego, Antártida e Islas del Atlántico Sur; para Chile forma parte de la comuna Antártica de la provincia Antártica Chilena dentro de la Región de Magallanes y de la Antártica Chilena; y para el Reino Unido integra el Territorio Antártico Británico. Las tres reclamaciones están sujetas a las disposiciones del Tratado Antártico.
Nomenclatura de los países reclamantes:
- Argentina: isla Sinclair
- Chile: ?
- Reino Unido: Chaucer Island